# HMS Ocean (1898)
Pour les autres navires du même nom, voir HMS Ocean.
Le HMS Ocean  était un cuirassé de type pré-dreadnought appartenant à la classe Canopus de la Royal Navy qui a servi durant la Première Guerre mondiale.

## Service
- Bataille des Dardanelles